# José del Solar y Maeztu

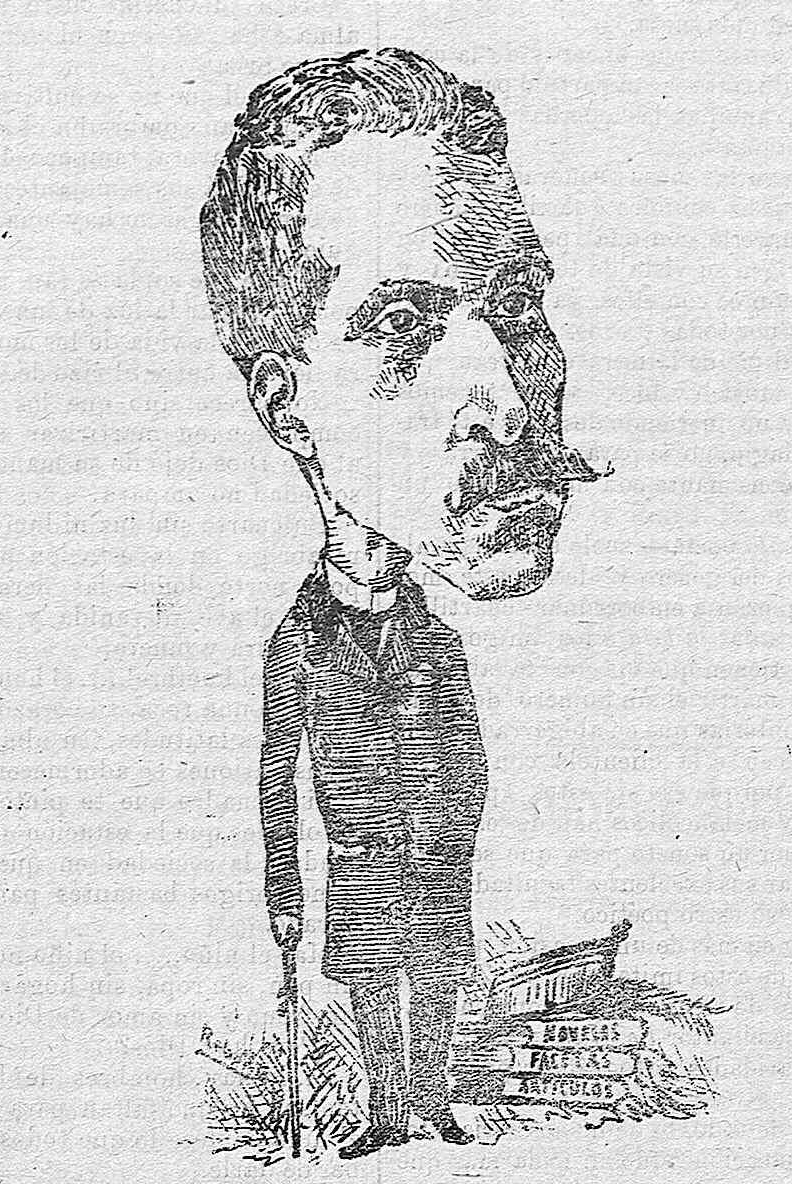
Retratado en El Orden (1894)

José del Solar y Maeztu (1838-1916) fue un militar y escritor español.

## Biografía
Nacido en 1838 en la localidad navarra de Aguilar de Codés, tenía ascendencia extremeña. Teniente coronel retirado, publicó títulos como Facetas de la vida, novelas cuentos y artículos morales (Badajoz, 3 vols., 1889-1890) y Panorama social (Badajoz, 1906). Escribió historia, crítica, novelas y poesías en periódicos. Como político desempeñó los cargos de primer teniente de alcalde de Badajoz y diputado provincial de Badajoz. Fallecido el 30 de diciembre de 1916, era padre de Antonio del Solar Taboada.